# Passiflora vitifolia
Passiflora vitifolia (vitifolia = bladeren als van de wijnrank) is een passiebloem met helderrode bloemen, die van nature voorkomt in Midden- en Zuid-Amerika van Nicaragua tot Venezuela en in Colombia, Ecuador en Peru op hoogtes tussen de 200 en 1100 m. Hij kan worden verward met andere roodbloemige passiebloemen uit dezelfde supersectie, die echter meestal ongelobde bladeren hebben.
De stengels zijn dichtbehaard, buisvormig en roestbruin van kleur. In de bladoksels zitten steunblaadjes die de ranken omgeven. De bladsteel is tot 5 cm lang. Het blad is afwisselend geplaatst, drielobbig, behaard, donkergroen en tot 16 × 18 cm groot.
De bloem is tot 17 cm breed en helderrood of vermiljoen van kleur. De kelkbladeren zijn tot 8 × 2 cm groot en hebben een tot 1 cm lange kafnaald. De kroonbladeren zijn tot 6 × 1,5 cm groot. De corona bestaat uit drie rijen. De binnenste twee rijen zijn rood of meestal wit en 0,8-2,2 cm lang. De buitenste rij is 1,4-3 cm lang en wit of meestal rood. De bloem wordt in zijn natuurlijke verspreidingsgebied bestoven door kolibries uit het geslacht Phaethornis.
De vrucht is rijp groengeel gevlekt, langwerpig, tot 6 × 4 cm groot, behaard en eetbaar. In het Caribisch Gebied wordt de plant op kleine schaal gekweekt voor zijn vruchten.
In Europa kan Passiflora vitifolia het beste in de warme kas worden gehouden. De planten zijn te vermeerderen door zaaien of stekken.

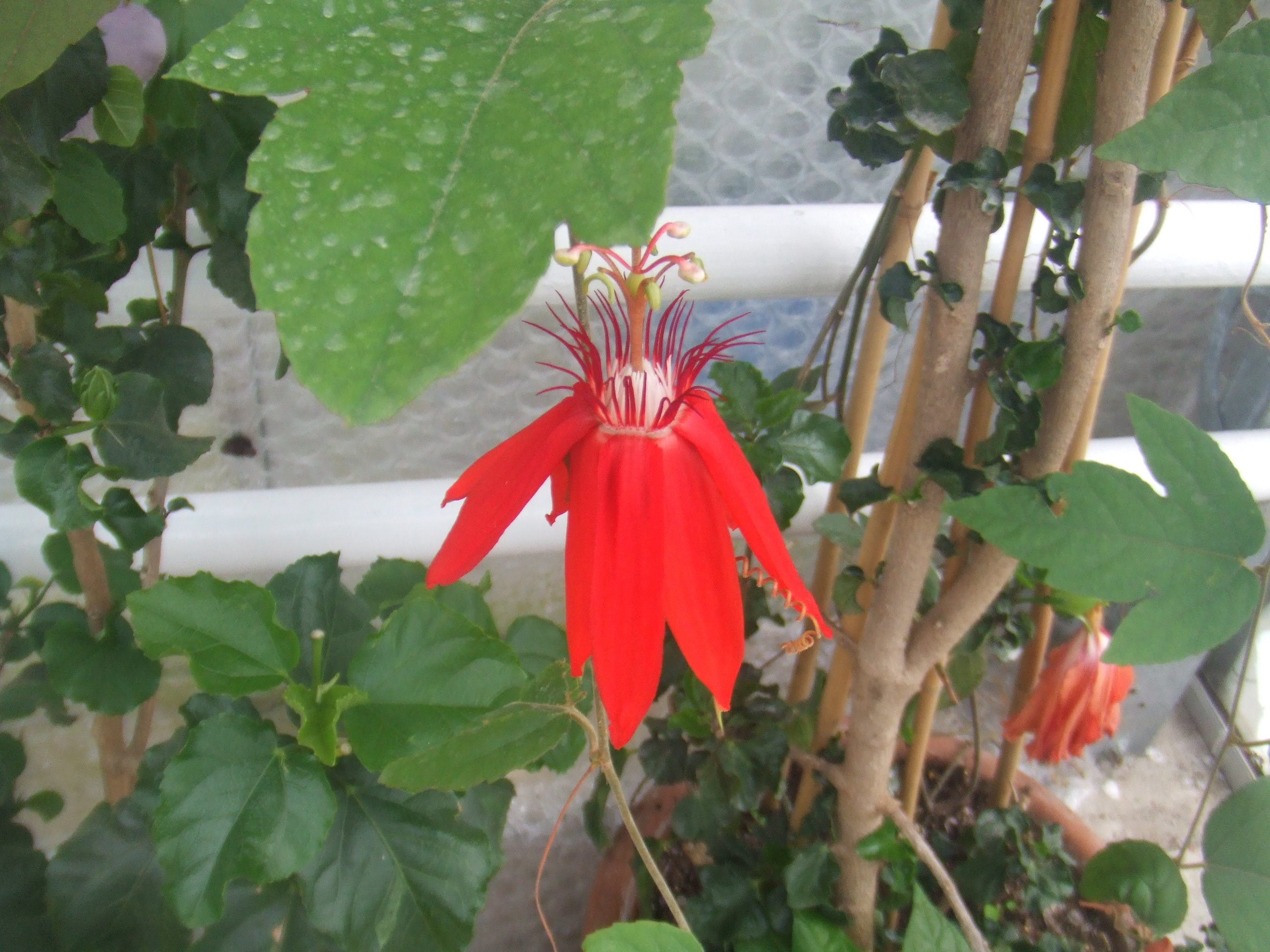
Passiflora vitifolia in de Passiflorahoeve

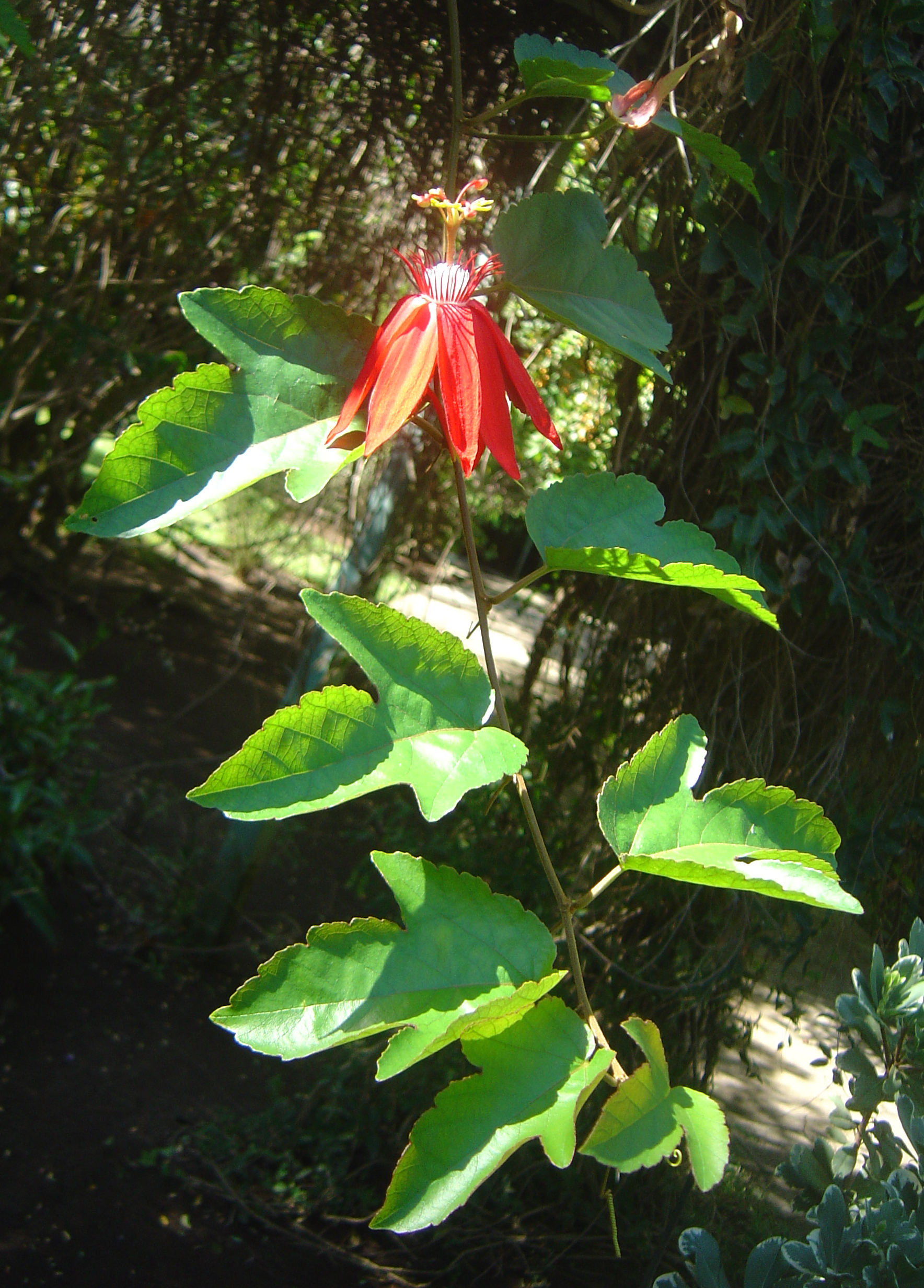
Passiflora vitifolia in Jardin d'Éden op Réunion

... · 
P. alata · 
P. aurantia · 
P. biflora · 
P. caerulea (Blauwe passiebloem) · 
P. citrina · 
P. coccinea · 
P. coriacea · 
P. edmundoi · 
P. edulis · 
P. edulis forma edulis · 
P. edulis forma flavicarpa · 
P. foetida · 
P. gibertii · 
P. herbertiana · 
P. incarnata · 
P. jorullensis · 
P. kermesina · 
P. laurifolia · 
P. ligularis · 
P. lindeniana · 
P. loefgrenii · 
P. lutea · 
P. morifolia · 
P. murucuja · 
P. organensis · 
P. picturata · 
P. punctata · 
P. quadrangularis · 
P. racemosa · 
P. rubra · 
P. serratifolia · 
P. suberosa · 
P. subpeltata · 
P. tarminiana · 
P. tulae · 
P. vitifolia · 
P. xishuangbannaensis · 
P. yucatanensis · 
...